# Teodor Cojocaru
Teodor Cojocaru (născut Teodosie Cojocaru, 3 mai 1879, Bubuieci - 23 ianuarie 1941, Chișinău) a fost un militar și om politic basarabean, ofițer în armata țaristă, membru al Sfatului Țării între 1917-1918, primar al Chișinăului între 1919-1920 și director general al Forțelor Armate ale Republicii Democratice Moldovenești în 1917. De asemenea Teodor Cojocaru a mai fost și deputat în Parlamentul Român pentru o scurtă perioadă între 1919-1920 și a fost membru al Adunării Constituante Ruse în perioada 1917-1918.

## Biografie

### Interacțiunea sa cu hoardele sovietice
La 13 august 1940 el a fost arestat de autoritățile sovietice, fiind acuzat abuziv de săvârșirea unor crime prevăzute de articolele 54-4, 54-13 și 54-11 ale Codului Penal al RSS Ucrainene. A decedat în închisoarea nr.1 din Chișinău.